# Акакије Кападокијски
Акакије Кападокијски (или Агатије) је био центурион у римској легији у Кападокији за време владавине цара Максимијана. Одговарајући на суду за своју веру у Христа, он је рекао да је наследио веру од својих родитеља, и да се у њој утврдио видећи многа чудеса. После великих мука које је претрпео у тракијском граду Пиринту, Акакије је преведен у Византију где је стављен на нове муке, док најзад није мачем посечен. Пострадао је за Христа 303. године у прогонима цара Диоклецијана.
Српска православна црква слави га као мученика 7. маја по јулијанском, а 20. маја по грегоријанском календару.